# 1276 Ucclia
Ucclia (asteróide 1276) é um asteróide da cintura principal com um diâmetro de 30,63 quilómetros, a 2,8487704 UA. Possui uma excentricidade de 0,1016036 e um período orbital de 2 062,42 dias (5,65 anos).
Ucclia tem uma velocidade orbital média de 16,7262284 km/s e uma inclinação de 23,34767º.
Esse asteróide foi descoberto em 24 de Janeiro de 1933 por Eugène Delporte.